# Aa (Werre)
Aa (također: Westfälische Aa, " Westphalian Aa") je rijeka u Sjevernoj Rajni-Vestfaliji, Njemačka. Lijevi je pritok Werrea u koji se ulijeva u Herfordu. Nastaje sutokom dva mala potoka u Bielefeld-Milse. U gornjem dijelu se zove Johannisbach.

## Vanjske poveznice
|  | Zajednički poslužitelj ima još gradiva o temi Aa (Werre) |